# Zum Heiligen Kreuz (Meuselwitz)

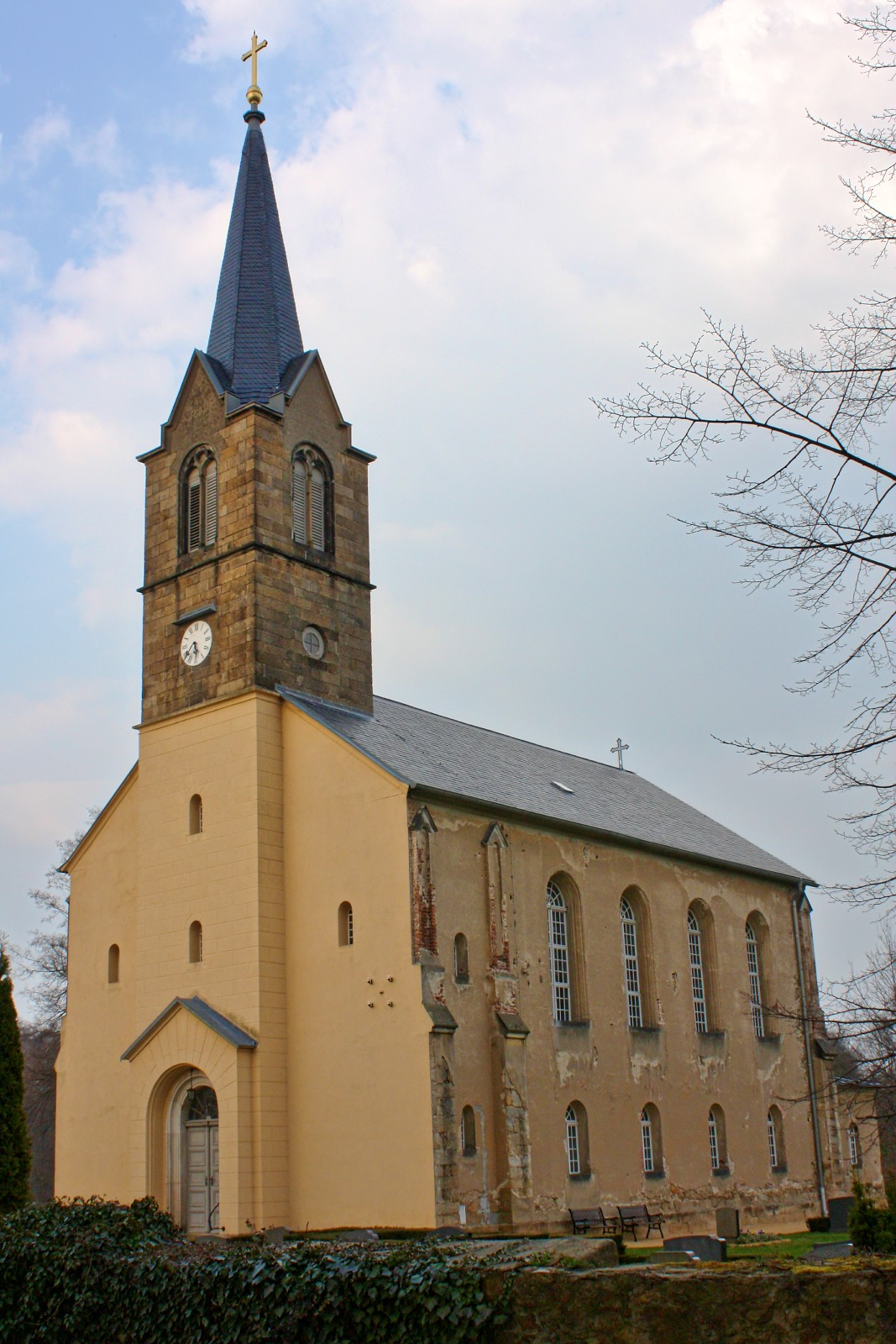
Kirche Meuselwitz (2009)

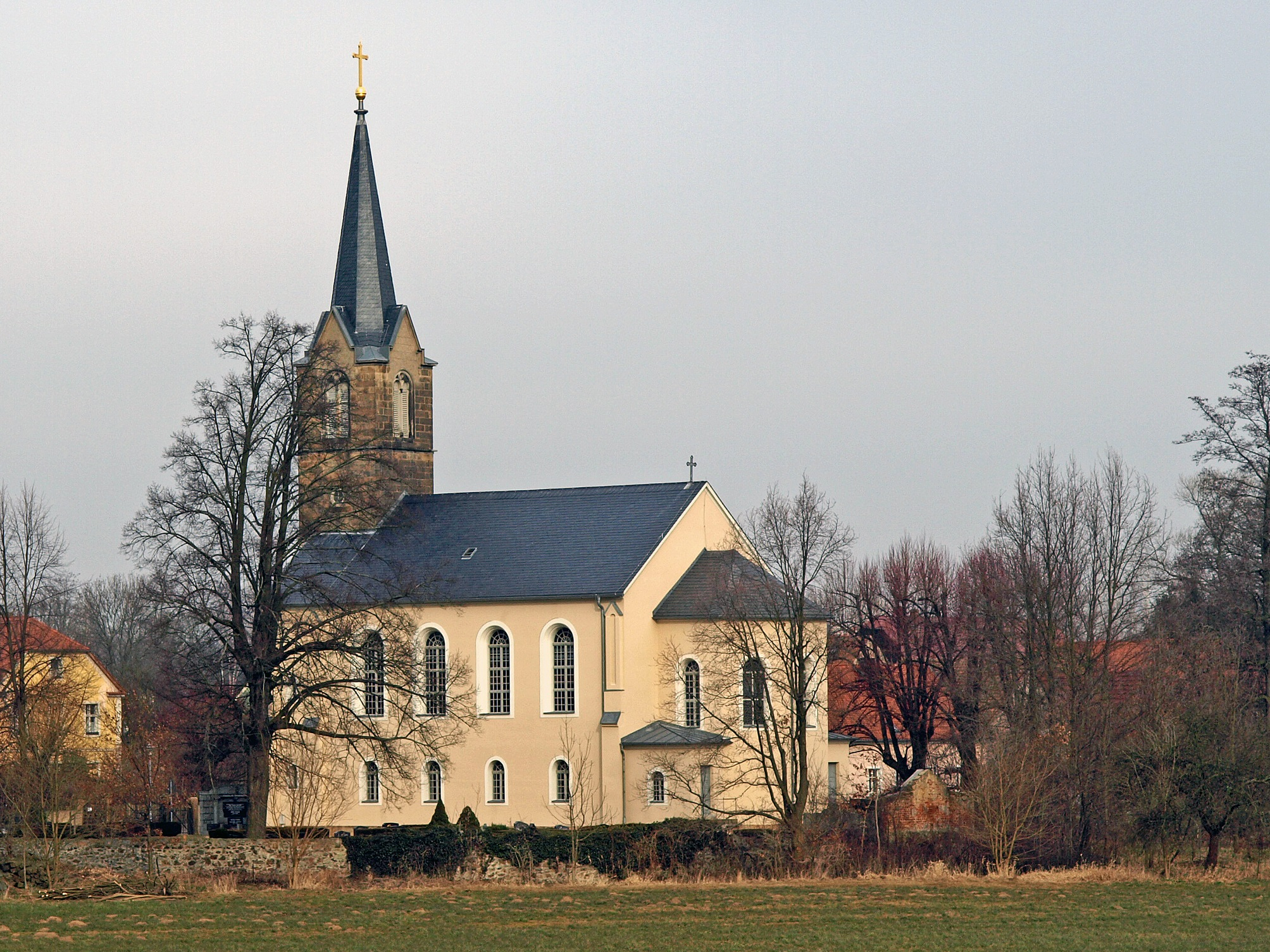
Kirche Meuselwitz mit saniertem Außenputz, Ansicht von Kirchenschiff und Altarraum (2015)

Die Kirche Zum Heiligen Kreuz ist das Kirchengebäude im Ortsteil Meuselwitz der Stadt Reichenbach/O.L. im Landkreis Görlitz in der sächsischen Oberlausitz. Es gehört der Kirchengemeinde Meuselwitz-Reichenbach/OL im Kirchenkreis Schlesische Oberlausitz der Evangelischen Kirche Berlin-Brandenburg-schlesische Oberlausitz. Das Kirchengebäude steht als Bauwerk von bau- und ortsgeschichtlicher Bedeutung unter Denkmalschutz.

## Geschichte und Architektur
Am 6. Dezember 1855 beantragte der Gemeindekirchenrat von Meuselwitz den Bau einer neuen Kirche, nachdem das alte Gebäude baufällig geworden war und die Räumlichkeiten nicht für die vorhandene Anzahl an Gottesdienstbesuchern ausgelegt war. Am 1. März 1856 wurde dem Bau der Kirche begonnen. Im September 1856 wurde der Turmknopf aufgesetzt, nach der Fertigstellung im folgenden Jahr wurde die Kirche am 7. Oktober 1857 eingeweiht. Die Kirchenglocken wurden von der Firma Gruhl aus Kleinwelka gegossen. Die beiden größeren der drei Glocken wurden im Ersten Weltkrieg eingeschmolzen. 1921 wurde das Geläut wieder vervollständigt. Seit 1993 werden immer wieder Sanierungen an der Kirche vorgenommen. Zunächst wurde der Turmknopf erneuert, 1998 wurde das Dach neu gedeckt. Im Vorfeld des 150-jährigen Kirchjubiläums wurde 2007 die Westwand neu verputzt. Im Mai 2010 wurde mit der Erneuerung des restlichen Putzes begonnen, die bis Weihnachten 2010 fertig gestellt wurde.
Die Kirche ist eine verputzte Saalkirche aus Ziegelmauerwerk im Stil der Neugotik. Sie hat einen Altarraum mit Fünfachtelschluss und daran Anbauten im Norden und Süden. Das Kirchenschiff ist mit einem Satteldach überzogen und hat hohe Rundbogenfenster. An den Gebäudeecken ist die Fassade mit Strebepfeilern besetzt. An der Westwand der Kirche befindet sich ein stark eingezogener Westturm mit quadratischem Grundriss. Das Glockengeschoss ist als Sichtmauerwerk ausgeführt mit paarweise angeordneten Schallöffnungen an allen Seiten und einem achtseitigen Spitzhelm. Im Turm liegt ein großes rundbogiges Eingangsportal. Der Saal hat eine ungeschmückte flache Decke und ist vom Altarraum durch einen spitzbogigen Triumphbogen abgesetzt. Der Altarraum ist mit einem Kreuzrippengewölbe überzogen. An der Nord- und Südseite stehen zweigeschossige Emporen, die oberen Geschosse mit Balustraden, an der Westwand steht die Orgelempore.

## Ausstattung
Der hölzerne Altar hat seitlich Pilaster mit vergoldeten Kapitellen und darüber ein mit Engelsköpfen besetztes Gesims. Auf dem im Nazarenerstil gehaltene Altarbild aus der Zeit um 1850 zeigt Jesus Christus, den Evangelisten Johannes und den Apostel Simon Petrus. In der Kirche befindet sich außerdem eine Kanzel aus Sandstein mit polygonalem Korb mit Reliefs von Jesus, Maria und Josef, die von einer alten Kanzel aus den 1860er Jahren übernommen wurden. Unter der Kanzel steht eine weiß-gold gefasste Figur des Mose. Der Taufstein im Stil der Neorenaissance wurde 1857 angefertigt. Die Fenster des Altarraums sind Buntglasfenster mit ornamentaler Bemalung aus dem 20. Jahrhundert, im über dem Altar gelegenen Fenster befindet sich ein stark beschädigtes älteres Fenster (ca. 16. Jahrhundert) mit der Darstellung eines Heiligen.
Der Orgelprospekt im Neorenaissancestil wurde von Johann Michael Menger aus Paulinzella gebaut, die Orgel wurde am 16. Mai 1857 abgenommen. Im Jahr 2007 wurde das Instrument von der Firma Orgelbau Soldan aus Niesky restauriert.

## Kirchengemeinde
Die Kirchengemeinde Meuselwitz wurde 1346 in der Kirchenmatrikel des Bistums Meißen erstmals urkundlich erwähnt. Zum Anfang des 16. Jahrhunderts war die Heilig-Kreuz-Kirche eine Pfarrkirche im Sedes Reichenbach des Archidiakonats Oberlausitz. Nach der Einführung der Reformation im Jahr 1549 blieb Meuselwitz zunächst eine eigene Pfarrei, kurz darauf wurde sie als Filialkirche der Pfarrgemeinde Melaune unterstellt. Von 1847 bis 1923 war Meuselwitz wieder eine eigene Pfarrgemeinde, danach wurde sie erneut der Kirchengemeinde Melaune unterstellt. Zwischenzeitlich wurde Meuselwitz wieder von Melaune gelöst, seit 2004 bildet Meuselwitz zusammen mit Reichenbach/O.L. die Kirchengemeinde Meuselwitz-Reichenbach/OL. Neben Meuselwitz gehören seit jeher Krobnitz und seit 1913 das Dorf Schöps zur Meuselwitzer Pfarrei.
Bis 1945 gehörte Meuselwitz zur Evangelischen Landeskirche der älteren Provinzen Preußens. Nach deren Zerfall kam die Pfarrei Melaune, zu der Meuselwitz gehörte, zur Evangelischen Kirche in Schlesien, die später in Evangelischen Kirche der schlesischen Oberlausitz umbenannt wurde. Meuselwitz war Teil des Kirchenkreises Reichenbach, der am 1. Januar 1998 aufgelöst wurde. Danach wechselten die Kirchengemeinden in den Kirchenkreis Niesky. Im Januar 2004 schlossen sich die Evangelische Kirche der schlesischen Oberlausitz und die Evangelische Kirche in Berlin-Brandenburg zur Evangelischen Kirche Berlin-Brandenburg-schlesische Oberlausitz zusammen; am 1. Januar 2007 erfolgte die Fusion der Kirchenkreise Niesky, Görlitz und Weißwasser zum Kirchenkreis Niederschlesische Oberlausitz. Dieser ging am 1. Januar 2014 durch Vereinigung mit dem Kirchenkreis Hoyerswerda im Kirchenkreis Schlesische Oberlausitz auf, zu dem Meuselwitz seitdem gehört.